# Valerie Bertinelli
Valerie Anne Bertinelli (ur. 23 kwietnia 1960 w Wilmington) – amerykańska aktorka.
22 sierpnia 2012 otrzymała własną gwiazdę w Alei Gwiazd w Los Angeles znajdującą się przy 6912 Hollywood Boulevard.

## Życiorys
Urodziła się w rodzinie katolickiej, jako córka Nancy (z domu Carvin) i Andrew Bertinelliego, jednego z szefów General Motors. Jej ojciec był pochodzenia włoskiego, a matka miała korzenie angielskie. W młodości jej ojciec został przeniesiony do zakładu montażowego GM w Detroit w Michigan, a jej rodzina mieszkała w Clarkston w Michigan, gdzie uczęszczała do Clarkston Middle School. Niedługo potem jej ojciec został ponownie przeniesiony do innej fabryki samochodów GM w Van Nuys w Kalifornii. W tym czasie, Bertinelli stała się bliską przyjaciółką córki producenta telewizyjnego i wkrótce zapisała się do Tami Lynn School of Artists. W 1978 ukończyła Granada Hills High School.
Tami Lynn była osobistym menedżerem Valerie od 1971 do 1979. W 1981 i 1982 otrzymała Złoty Glob dla najlepszej aktorki drugoplanowej w serialu, miniserialu lub filmie telewizyjnym za rolę Barbary Cooper Royer w sitcomie CBS One Day at a Time (1975–1984). Zagrała w trzech filmach pełnometrażowych: C.H.O.M.P.S (1979), dramacie ABC Zwyczajni bohaterowie (Ordinary Heroes, 1986) z Richardem Deanem Andersonem i dreszczowcu Jacka Smighta Number One with a Bullet (1987) z Robertem Carradine i Billym Dee Williamsem. W latach 80. odrzucił kilka ról w filmach fabularnych z powodu nieuzasadnionej nagości. Była brana pod uwagę do roli w Wielkim chłodzie (1983) i Footloose (1984). Była bohaterką miniserialu CBS Tylko Manhattan (I'll Take Manhattan, 1987) wg powieści Judith Krantz jako Maxime „Maxi” Amberville (Cipriani). Grała główną rolę jako Sydney Kells w sitcomie CBS Sydney (1990) i wystąpiła w roli Holly Aldrige w sitcomie NBC Café Americain (1993–1994).
W latach 1979−1980 spotykała się ze Stevenem Spielbergiem. 11 kwietnia 1981 poślubiła gitarzystę rockowego Edwarda Van Halena, z którym ma syna Wolfganga „Wolfie” Williama (ur. 16 marca 1991). Od 2001 para była w separacji, 5 grudnia 2005 złożyła pozew o rozwód i w dniu 20 grudnia 2007 rozwiedli się. 1 stycznia 2011 wyszła za mąż za planistę finansowego Toma Vitale. W listopadzie 2021, po 10 latach małżeństwa doszło do separacji.